# 東西対抗大碁戦
東西対抗大碁戦（とうざいたいこうだいごせん）は、1950年に、日本棋院（東軍）と関西棋院（西軍）の棋士によって行われた囲碁の棋戦。毎日新聞が主催。それぞれ12人が出場しての対抗戦と、対抗戦の勝ち残り者による勝ち抜き戦が行われた。

## 経緯
日本棋院の関西別院は、1946年に関西総本部と改称したが、関西棋士の待遇改善も求められて東西の対抗意識も強まってきていた。戦災で焼失した日本棋院会館復興のための募金が1947年に行われた際に、関西で集めた分を使って関西の会館を買い、橋本宇太郎を中心に財団法人関西棋院となって、日本棋院の下部組織ではあるが財務上は日本棋院から独立した組織となった。一方この頃から1949年にかけて、読売新聞専属の呉清源が橋本宇太郎、岩本薫本因坊を十番碁で打ち込み、高段者総当り十番碁でも圧倒的な成績を挙げるなど、毎日新聞主催の本因坊戦の魅力が薄れていた。そこで毎日新聞は打開策として、関西棋院の提唱した東西対抗戦を企画した。
1950年2月11-12日に、双方の中間である名古屋にて、12名ずつの高段者が同時に対局を行う対抗戦が行われた。総互先、コミ4目半のルールで、審判は藤沢庫之助、選手宣誓を岩本薫が務めた。結果は、東軍が7勝5敗で勝利。次いでそれぞれの勝利者による勝ち抜き戦が行われ、東軍の藤沢秀行1勝、西軍の窪内秀知1勝の後、東軍の梶原武雄が4人抜きし、勝ち抜き戦も東軍の勝利で終わった。
しかしこの間の3-4月の第5期本因坊戦では、橋本宇太郎が岩本薫から本因坊位を奪取し、関西棋院の意気も上がった。朝日新聞主催の大手合でも、4月から6月にかけて五段以上の高段者による東西交流大手合が東京、次いで大阪で行われ、これは東軍が30勝12敗2ジゴという結果に終わった、しかしその後の感情のこじれなどから関西棋院は独立派と日本棋院残留派に分かれ、9月に独立派によって関西棋院は免状発行権を持つ完全に独立した組織となった。

## 対抗戦結果

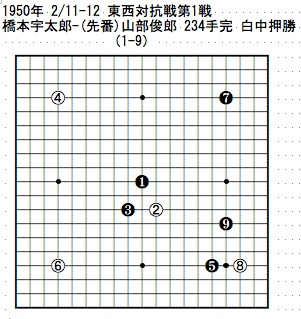

［東軍］       -       ［西軍］
- 山部俊郎五段 ×-○ 橋本宇太郎八段
- 島村利博六段 ○-× 鈴木憲章五段
- 杉内雅男六段 ×-○ 鯛中新六段
- 本因坊薫和八段 ○-× 鍋島一郎六段
- 林有太郎七段 ○-× 染谷一雄六段
- 高橋重行五段 ×-○ 瀬川良雄五段
- 梶原武雄六段 ○-× 細川千仭七段
- 藤沢秀行五段 ○-× 佐藤直男五段
- 宮下秀洋七段 ○-× 藤木人見五段
- 中村勇太郎五段 ×-○ 窪内秀知六段
- 村島誼紀五段 ○-× 光原伊太郎七段
- 鈴木五良六段 ×-○ 炭野武司六段

東軍7勝、西軍5勝
両軍のオーダーは、対局当日に交換され、西軍の大将格橋本宇太郎には、東軍の出場者最年少の新鋭山部俊郎が立ち向かった。黒番の山部は初手を天元に打ち、それに対して白番橋本は天元にカカり、黒はそれにケイマにかけるという、激しい戦いとなって周囲を沸かせたが、橋本が巧妙な内回しで中押勝ちした。また藤沢秀行に敗れた佐藤直男が涙を流して悔しがるなど、東西の対抗意識が盛り上がった。東軍が7勝5敗で勝ち越したが、高段者から選手を選抜した東軍に対して、引退していた光原伊太郎まで含めて高段者全員が出場した西軍の善戦と見られた。

## 勝抜き戦結果
［東軍］  -  ［西軍］
- 藤沢秀行 ○-× 窪内秀知
- 藤沢秀行 ×-○ 瀬川良雄
- 梶原武雄 ○-× 瀬川良雄
- 梶原武雄 ○-× 炭野武司
- 梶原武雄 ○-× 鯛中新
- 梶原武雄 ○-× 本因坊昭宇

東軍勝利で終了。

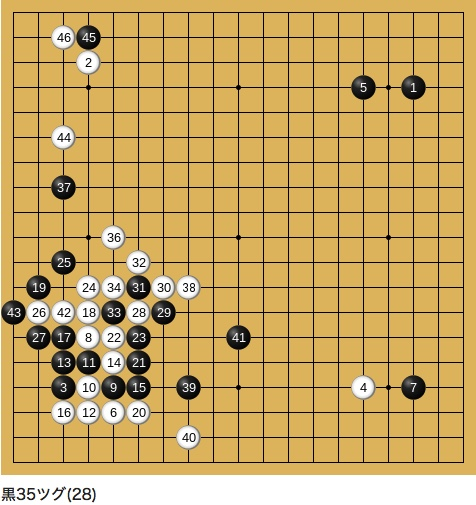
梶原武雄-(先番)本因坊昭宇 白中押勝(1-46)
白の大斜の仕掛けから激戦となったが白が押し切った。

対抗戦に勝利した東軍7名、西軍5名による勝抜き戦が、6月にかけて行われた。東軍の二人目に登場した梶原武雄が、西軍大将で4月に本因坊位を岩本薫から奪取したばかりの橋本宇太郎まで4人抜きして勝利した。この勝ち抜き戦で、炭野武司は終局での手入れを怠って梶原武雄に逆転負けを喫し、悔しさのあまり奇声を上げて部屋中を飛び回った。東西の対抗意識の高まりを示すエピソードとして語り伝えられている。